# Мошано Стационе (Терамо)
Мошано Стационе (итал. Mosciano Stazione) је насеље у Италији у округу Терамо, региону Абруцо.
Према процени из 2011. у насељу је живело 435 становника. Насеље се налази на надморској висини од 57 м.